# Galerie de la Slovaquie de l'Est
La Galerie de la Slovaquie de l'Est (en slovaque : Východoslovenská galéria) à Košice fut fondée en 1951. Ce fut la première galerie d'art de la Slovaquie.

## Bâtiment
Le palais qui l'abrite a été construit en 1779 dans un style Baroque-Classique pour les besoins du conseil du comitat d'Abov. Le bâtiment servi jusqu'en 1928 à ces fins.
Début 1945, il fut utilisé par le gouvernement provisoire tchécoslovaque. Le 5 avril 1945 fut signé le Programme du gouvernement de Košice. Le bâtiment fut converti en musée dans les années 1973-1975.

## Expositions

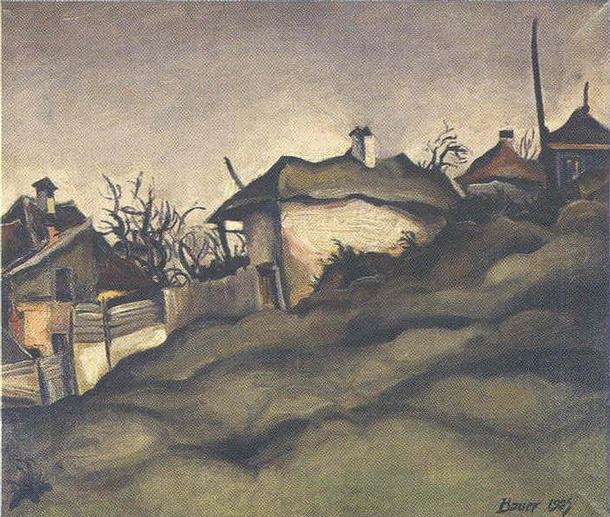
Bauer, Konstantin - Périphérie de Cassovie (1925)

Elle expose plus de 6 400 œuvres artistiques principalement de l'Est de la Slovaquie des XIXe siècle et XXe siècle. Elle est située depuis 1992 dans les anciens bâtiments du gouverneur du comitat en style baroco-classique.